# Museu Rainha Dona Leonor
O Museu Rainha Dona Leonor, ou Museu Regional de Beja, no Alentejo, está instalado no antigo Convento de Nossa Senhora da Conceição, na freguesia de Beja (Salvador e Santa Maria da Feira), na cidade de Beja, em Portugal.
O Museu foi criado em 1917, porém a sua inauguração só ocorreu em 1927.
O que resta do antigo Real Mosteiro de Nossa Senhora da Conceição, também designado por Igreja de Nossa Senhora da Conceição, encontra-se classificado como Monumento Nacional desde 1922.

## História
O convento foi fundado em 1459 pelo Infante D. Fernando, irmão do rei D. Afonso V e pai de D. Manuel I, e sua esposa, a Infanta D. Beatriz, com a designação de Real Mosteiro de Nossa Senhora da Conceição. O convento, primitivamente era bastante amplo mas, séculos mais tarde, sofreu a demolição de uma parte.
O convento pertenceu à Ordem de Santa Clara, o que levou a ser um convento totalmente feminino. Era favorecido de proteção real, e por isso, foi se tornando um dos mais ricos e sumptuosos do reino.

## Peças em destaque

### Busto de Júlio César
Este busto de César é um dos únicos reconhecidos como tal no mundo. É reconhecível pela cicatriz na testa e também pela sua boca entortada, pois pensa-se que ele tenha tido algum AVC. Foi encontrado em 1900, junto às muralhas de Beja.

### Escudela de Pero de Faria
Esta escudela, datada de 1541, pertenceu a Pero de Faria, ou Pedro de Faria, capitão-mor português de Malaca. É uma peça rara de porcelana Ming, e, apesar da decoração diferente, são conhecidas apenas outras duas como esta no mundo, em Nápoles e em Istambul. Foi uma oferta da família Castro e Brito ao museu.

### Pintura Ecce Homo
Pintura que representa a cena em que Jesus é apresentado perante os Judeus e Pôncio Pilatos pronuncia com um tom desonroso as palavras Ecce homo, que significa "Eis o Homem". Sendo um dos três exemplares existentes em Portugal, esta pintura foi alvo de estudo, com o propósito de identificar algumas informações como a data da sua execução e se era original. Chegou-se à conclusão de que a data mais provável seria 1502, sendo o exemplar mais antigo dos existentes.

## Mariana Alcoforado

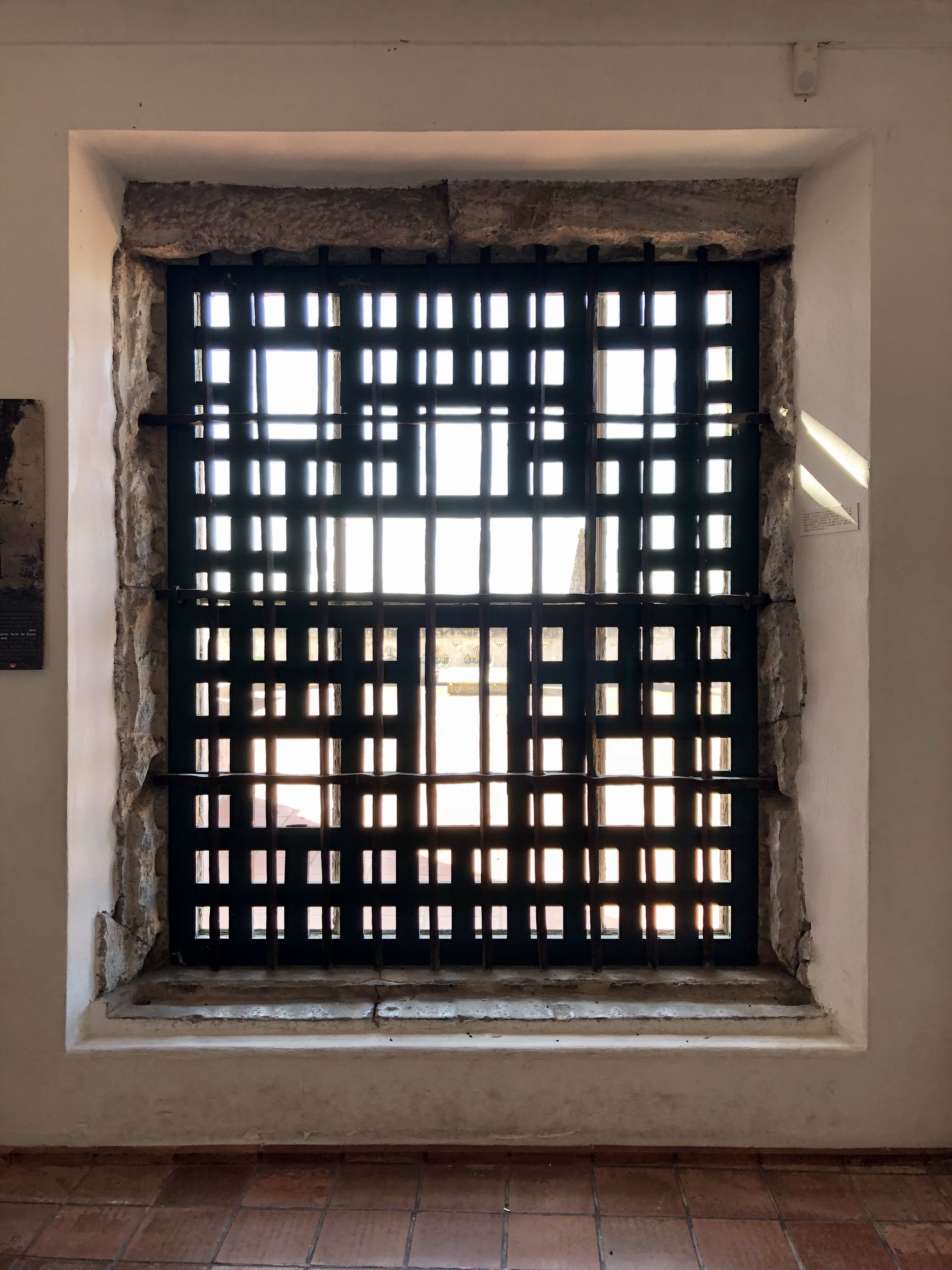
Janela das Portas de Mértola, onde Mariana terá visto pela primeira vez o Marquês Noel Bouton de Chamilly (grades de ferro)

Sóror Mariana Alcoforado foi uma freira portuguesa que viveu no convento nos séculos XVII e XVIII. Foi-lhe atribuída a autoria das Cartas Portuguesas, uma das obras literárias mais importantes do século XVII e que ainda hoje leva a dúvidas muitos investigadores sobre a sua veracidade. Terão sido dedicadas ao Marquês Noel Bouton de Chamilly, oficial francês que veio para solo português durante a Guerra da Restauração. Mariana terá visto pela primeira vez o oficial através da famosa Janela das Portas de Mértola e assim mantido uma paixão proibida. Este romance fora interrompido com a partida do oficial, com a promessa de voltar por ela. Com a demora, Mariana escreveu-lhe cinco cartas, com a esperança de receber uma resposta do seu amado, porém nunca foi correspondida.

## Acervo

### Igreja
A igreja, datada do século XV, apresenta uma beleza inigualável, onde se encontram 4 magníficos altares datados entre os seculos XVII e XVIII, portanto, seguindo as caraterísticas do estilo barroco e do rococó. Os ornamentos, a alusão ao movimento, dominam completamente estas peças de arte expostas no museu. Os altares são relativos a: São João Batista, São João Evangelista, São Bento e São Cristóvão.
Do lado oposto, painéis de azulejos do século XVIII, contam a história de São João Batista desde o seu nascimento até à sua trágica morte.
A capela-mor exibe um majestoso trono pode ser observado no centro com figuras da Nossa Senhora, Virgem do Rosário segurando Jesus bebé.

### Claustro
O claustro é composto por quatro galerias/quadras que são: a quadra de S. João Batista; quadra da Portaria; quadra de S. João Evangelista; e quadra do Rosário. No centro está o claustro, com um jardim feito posteriormente.
Na quadra de S. João encontramos paredes revestidas de azulejos portugueses do século XVII, em que nelas encontramos alguns quadros alusivos ao símbolo de Batista, o cordeiro (agnus dei) e cenas da sua vida como o batismo de Jesus e uma pintura de Zacarias, seu pai. Encontramos três capelas, sendo a primeira dedicada a S. João Batista, datada de 1614 e as seguintes dedicadas a S. Francisco de Assis e a Nossa Senhora do Desterro, mandadas fazer em 1567. No topo da quadra encontramos uma pintura a têmpera do século XVIII, representando o batismo de Cristo.
Na quadra do Rosário encontram-se variados objetos cerimoniais fúnebres, como cupas e aras funerárias, com epigrafias romanas.
Na quadra de S. João Evangelista encontramos um revestimento das paredes em azulejo do século XVI. É possível observar a porta de acesso ao antigo refeitório (este partilhado com a quadra da Portaria), algumas imagens em azulejo branco e azul (pertencentes à mesma coleção que os presentes na igreja), referentes à visita do Arcanjo Gabriel a Zacarias e à visitação das primas Maria e Isabel. No topo oposto está a capela dedicada a S. João Evangelista, datada de 1601.
A quadra da Portaria dava acesso ao antigo refeitório, onde as religiosas se alimentavam, local este que acabou por ser demolido, sendo composto por um magnifico portal manuelino, com traços do estilo gótico.

### Sala do Capítulo
A Sala do Capítulo tem as suas paredes e bancos revestidos de azulejos fabricados em Sevilha no início do século XVI, sendo a maior superfície coberta por esta tipologia de azulejos em Portugal. Pinturas do batismo, Mártir São Sebastião, Jesus com Francisco, Santo António e São Francisco, uma figura que se pensa ser Tomás de Aquino e João Evangelista aparecem nas paredes da Sala do Capítulo.
O arcaz que se encontra encostado à parede lateral esquerda pertencia à antiga sacristia da Igreja. Encontram-se algumas estátuas de Jesus Cruxificado dos séculos XVII e XVIII com as letras INRI sobre a sua cabeça, que significam em latim Iesus Nazarenus, Rex Iudareoum (Jesus da Nazaré, Rei dos Judeus).
À entrada da capela do Cristo Cruxificado é possível ler a frase em latim Ecce Quomodo Moritur Justus (Eis o modo como morreu o justo).
Podemos ver no teto da sala do Capítulo a abóboda pintada a têmpera em 1727, de motivação barroca, como a capela do Cristo Cruxificado, de feição gótica, revestida a azulejos de xadrez do século XVI (azul, branco e verde).
Este espaço era o espaço mais importante do edifício onde eram discutidos assuntos importantes, como por exemplo a nomeação da abadessa, de 3 em 3 anos.

### Salas de pintura
O atual museu possui uma grande coleção de pinturas, estando estas divididas por salas referentes aos estilos português, espanhol e flamengo. Maioritariamente estas pinturas são referentes a episódios bíblicos e religiosos, desde os acontecimentos com Jesus, até aos martírios de vários santos.

### Sala dos Brasões
A Sala dos Brasões dispõe de um conjunto de lápides, escudos brasonados, esferas armilares e pedras tumulares de pessoas importantes relacionadas com Beja e com o próprio convento. Também é possível observar uma reconstituição ainda com algumas peças originais da grelhagem da passagem aérea para o Paço dos Infantes, antigo edifício interligado com o convento através desta passagem.

### Primeiro andar
No primeiro andar encontra-se exposto o espólio reunido pelo arqueólogo Fernando Nunes Ribeiro, com peças desde a Idade do Bronze até à atualidade. Ainda é possível visitar a Janela de Mértola, conhecida pelo episódio envolvendo Mariana Alcoforado.